# لیگ دسته اول فوتبال ارمنستان ۲۰۰۶
فصل ۲۰۰۶ لیگ دسته اول فوتبال ارمنستان در ۱ مه ۲۰۰۶ آغاز شد و در ۲۴ اکتبر ۲۰۰۶ به پایان رسید. پیونیک-۲ قهرمان لیگ شد، اما به دلیل اینکه یک تیم ذخیره بود نتوانست به لیگ برتر فوتبال ارمنستان صعود کند. در نتیجه تیم دوم جدول، باشگاه فوتبال لرناین آرتساخ صعود کرد. با توجه به کسب رتبه‌های سوم و چهارم توسط بانانتس-۲ و آرارات-۲، تیم پنجم، باشگاه فوتبال دینامو ایروان در بازی حذفی صعود/ سقوط به میدان رفت که در پایان شکست خورد.

## نمای کلی
- پاتانی به عنوان نماینده تیم ملی فوتبال زیر ۱۷ سال ارمنستان و باشگاه فوتبال یزرک نویمبریان به لیگ معرفی شد.
- استقلال-کوتایک-۲ به باشگاه فوتبال کوتایک تغییر نام داد.
- فیما ایروان نام خود را به Hay Ari تغییر داد.

## جدول لیگ
| رتبه | تیم                             | بازی | برد | مساوی | باخت | گل زده | گل خورده | گل تفاضل | امتیاز | صعود یا صلاحیت                                                           |
| ---- | ------------------------------- | ---- | --- | ----- | ---- | ------ | -------- | -------- | ------ | ------------------------------------------------------------------------ |
| ۱    | باشگاه فوتبال پیونیک            | ۱۸   | ۱۴  | ۳     | ۱    | ۸۰     | ۱۱       | ۶۹+      | ۴۵     | Champions                                                                |
| ۲    | باشگاه فوتبال لرناین آرتساخ     | ۱۸   | ۱۲  | ۳     | ۳    | ۵۷     | ۳۲       | ۲۵+      | ۳۹     | صعود به لیگ برتر فوتبال ارمنستان ۲۰۰۷. Champions were unable to promote. |
| ۳    | باشگاه فوتبال اورارتو           | ۱۸   | ۱۱  | ۳     | ۴    | ۴۰     | ۱۶       | ۲۴+      | ۳۶     |                                                                          |
| ۴    | باشگاه فوتبال آرارات ایروان     | ۱۸   | ۱۱  | ۱     | ۶    | ۴۶     | ۲۴       | ۲۲+      | ۳۴     |                                                                          |
| ۵    | باشگاه فوتبال دینامو ایروان     | ۱۸   | ۹   | ۴     | ۵    | ۳۶     | ۳۴       | ۲+       | ۳۱     | Promotion/relegation play-off.                                           |
| ۶    | باشگاه فوتبال پاتانی (ارمنستان) | ۱۸   | ۶   | ۳     | ۹    | ۴۳     | ۴۹       | ۶−       | ۲۱     |                                                                          |
| ۷    | باشگاه فوتبال گاندزاسار کاپان   | ۱۸   | ۵   | ۴     | ۹    | ۳۳     | ۳۶       | ۳−       | ۱۹     |                                                                          |
| ۸    | باشگاه فوتبال میکا              | ۱۸   | ۴   | ۵     | ۹    | ۲۰     | ۲۴       | ۴−       | ۱۷     |                                                                          |
| ۹    | های آری                         | ۱۸   | ۳   | ۲     | ۱۳   | ۲۲     | ۶۰       | ۳۸−      | ۱۱     |                                                                          |
| ۱۰   | باشگاه فوتبال یزرک              | ۱۸   | ۱   | ۰     | ۱۷   | ۱۲     | ۱۰۳      | ۹۱−      | ۳      |                                                                          |
| ۱۱   | باشگاه فوتبال کوتایک            | ۰    | -   | -     | -    | -      | -        | —        | ۰      | کناره‌گیری پیش از شروع فصل..                                              |
| ۱۲   | باشگاه فوتبال واغارشاپات        | ۰    | -   | -     | -    | -      | -        | —        | ۰      | کناره‌گیری پیش از شروع فصل..                                              |
| ۱۳   | باشگاه فوتبال لوری              | ۰    | -   | -     | -    | -      | -        | —        | ۰      | کناره‌گیری پیش از شروع فصل..                                              |
| ۱۴   | باشگاه فوتبال ایروان یونایتد    | ۰    | -   | -     | -    | -      | -        | —        | ۰      | کناره‌گیری پیش از شروع فصل..                                              |

## سقوط/صعود بازی حذفی
| تاریخ     | ورزشگاه | PL Team             | نتیجه | FL Team                     |
| --------- | ------- | ------------------- | ----- | --------------------------- |
| 18 نوامبر | نامشخص  | باشگاه فوتبال اولیس | ۴ - ۲ | باشگاه فوتبال دینامو ایروان |